# Carl Olsen
Pavia Eli Carl Olsen (* 5. Oktober 1906 in Sisimiut; † unbekannt) war ein grönländischer Schmied, Richter und Landesrat.

## Leben
Carl Olsen war der Sohn des Bootsführers Lars Eli Johannes Olsen (1866–?) und seiner zweiten Frau Kristine Rosa Maria Villadsen (1880–?). Sein Vater war ein Halbbruder von Gustav Olsen (1878–1950), Frederik Olsen (1882–1969), Julius Olsen (1887–1972) und Jakob Olsen (1890–1936). Am 25. Mai 1931 heiratete er in Sisimiut Amalia Benedikta Karoline Sivertsen (1904–1964), Tochter des Jägers Karl John Ole Sivertsen (1877–?) und seiner Frau Karen Maria Sara Lennert (1877–?). Aus der Ehe ging unter anderem der Sohn Ulf Olsen (* 1937) hervor.
Carl Olsen arbeitete als Schmied in Qullissat. Er war zudem als Kreisrichter tätig. Er war Vorsitzender des Gemeinderats von Qullissat und damit de facto Bürgermeister. Von 1955 bis 1959 war er Mitglied des grönländischen Landesrats, an der letzten Sitzung konnte er aber wie seine anderen beiden Kollegen aus dem Norden Grönlands nicht teilnehmen. 1963 wurde er krank und musste seine Arbeit aufgeben.